# 郑鲜之
郑鲜之（364年—427年4月26日）。字道子，一作道之。荥阳郡开封县（今河南省开封市西南）人，东晋、南朝宋文学家、思想家。宋文帝时尚书右仆射。

## 生平
郑鲜之家世官宦，先祖為東漢名儒鄭眾。年轻时绝交游，闭门读书。初为桓伟辅国将军主簿，入朝廷为御史中丞。性情刚直不阿，不附权贵。外甥刘毅身为亚相，处事不当，而使侍御史弹奏免官。郑鲜之与刘裕友善，刘裕、刘毅争权时，郑鲜之尽心刘裕，任太尉咨议。刘毅喜欢樗蒲，和刘裕赌局，刘裕获胜。郑鲜之大喜，赤脚绕床大叫，声声相续。刘毅不高兴：“郑君这是干什么。”于是对待郑鲜之没有甥舅之礼，时人称郑鲜之“格佞”。
义熙十二年（416年），随从刘裕北伐，郑鲜之任右长史。刘裕即帝位为宋武帝，郑鲜之任太常，都官尚书。因从征有功，封龙阳县五等子。
宋少帝景平年间，徐羡之、傅亮当权，出任豫章郡太守。郑鲜之为人通率，在皇帝之侧说话不遮隐，时人很害怕他。好交游，有时不知所往，随驾车的开到哪里就到哪里。宋文帝元嘉三年（426年），王弘入为相，举郑鲜之为尚书右仆射。元嘉四年（427年）郑鲜之卒。追赠散骑常侍、金紫光禄大夫。

## 著作
著有文集，已佚。《全上古三代秦汉三国六朝文》存其文九篇。《先秦汉魏晋南北朝诗》存其诗一首。
郑鲜之善议论。崇善佛学，曾著《神不灭论》，吸收慧远“形尽神不灭”的佛学思想，攻击“形神同灭”的神灭论，认为“形神混会”而“粗妙分源”。神明为万物之本，高于太极，永恒存在。“神为生本，其源至妙，岂得与七尺同枯，户牖俱尽者哉？”反对桓谭薪火之喻，以为“薪虽所以生火，而非火之本。火本自在，因薪为用耳”。笃信儒家名教，提出“忠不能救主，孝不顾其亲，是家国之罪人”。反对官吏因父母病去职处以禁锢三年的新制。

## 延伸阅读
[在维基数据编辑]
 《宋書·卷64》，出自沈约《宋书》
 《南史·卷33》，出自李延壽《南史》